# Juha Uusitalo

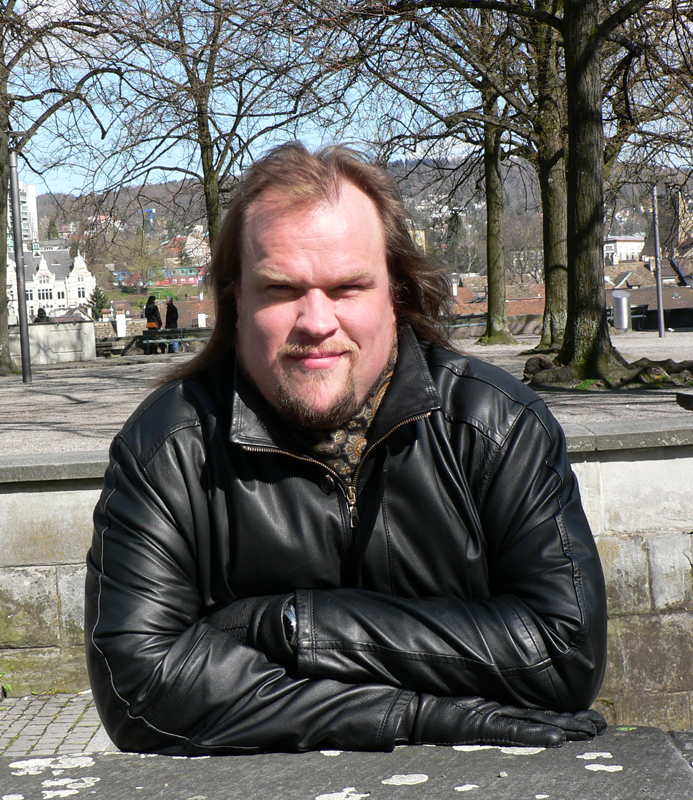

Juha Uusitalo (1964, Vaasa, Finlandia) es un bajo-barítono finlandés.
Es un cantante lírico dentro de la categoría bajo-barítono que se destaca por sus interpretaciones en el repertorio de Richard Wagner, especialmente como El holandés errante y Wotan en El anillo del nibelungo.
Perteneció al elenco estable de la Opera Nacional de Finlandia entre 2000-2008 donde cantó Wotan, Scarpia, Amfortas, Jokanáan y El holandés entre otros.
Ha cantado en el Metropolitan Opera, Opera Estatal de Baviera, la Ópera de la Bastilla, La Scala, el Liceo de Barcelona, el Palau de Valencia, Wiener Staatsoper, la Ópera de San Francisco, Deutsche Oper Berlin y en el Festival de Savonlinna.